# Wohnhaus Fergersbergstraße 11
Das Wohnhaus Fergersbergstraße 11 in der niedersächsischen Gemeinde Ritterhude stammt aus der Mitte des 19. Jahrhunderts. Aktuell (2025) wird es als Wohnhaus genutzt.
Das Gebäude steht unter Denkmalschutz (siehe auch Liste der Baudenkmale in Ritterhude).

## Geschichte und Beschreibung
Das eingeschossige traufständige verklinkerte (Straßenfassade) und verputzte Gebäude mit schiefergedecktem Satteldach wurde 1902 (Inschrift) gebaut. Es wurde aufwändig gestaltet mit einem mittigen zweigeschossigen Giebelrisalit mit rundbogigen Eingang, Freigespärre und Giebelspieß sowie mit Eckquaderungen, Bändern, Gesimsen, geschmückten Brüstungen, Sturzfeldern und Fensterrahmungen. Ein zeitgenössischer rückwärtiger etwas schlichterer Anbau ergänzt das Haus. Seit den 2010er Jahren steht das Gebäude leer. Neubaupläne in direkter Nachbarschaft fanden keine Zustimmung.
Das Landesdenkmalamt befand u. a.: „… in aufwändiger Gestaltung errichtet und entspricht dem Typ eines städtischen Wohnhauses der Zeit um 1900 …“